# 竹中靖一
竹中靖一（たけなか やすかず、1906年6月9日-1986年12月19日）は、日本の経営学者。

## 経歴
1906年（明治39年）大阪府大阪市に生まれる。1929年（昭和4年）京都帝国大学経済学部卒。1932年（昭和7年）山口高等商業学校(旧制)講師、1934年（昭和9年）同校教授。1946年（昭和21年）同校を退職後、有邦建設取締役に就任。1949年（昭和24年）近畿大学教授。
1960年「石門心学の経済思想」で大阪大学経済学博士。1977年定年、名誉教授。石田梅岩の石門心学を研究し、1955年心学の講舎明誠舎を復活させた。1964年「石門心学の経済思想」で日本学士院賞受賞。
1984年（昭和59年）勤務先の近畿大学構内で脳梗塞のため倒れ、以降、自宅静養を余儀なくされ、大阪市から吹田市へ転居した。1986年（昭和61年）12月19日死去。

## 著書
- 『六甲』朋文堂 1933
- 『日本経済史』ミネルヴァ書房 1953
- 『石門心学の経済思想 町人社会の経済と道徳』ミネルヴァ書房 1962
- 『日本的経営の源流 心学の経営理念をめぐって』ミネルヴァ書房 1977

### 共編著
- 『日本商業史』川上雅共著 ミネルヴァ書房 1965
- 『図説経済学体系 7 日本経済史』作道洋太郎共編著 学文社 1972

## 論文
- ＜竹中靖一